# Dendrocopos
Dendrocopos – rodzaj ptaków z podrodziny dzięciołów (Picinae) w obrębie rodziny  dzięciołowatych (Picidae).
obrębie 

## Zasięg występowania
Rodzaj obejmuje gatunki występujące w Eurazji i północno-zachodniej Afryce.

## Morfologia
Długość ciała 16–35 cm; masa ciała 23–158 g.

## Systematyka
Rodzaj zdefiniował w 1816 roku niemiecki entomolog, arachnolog, akarolog i ostrakodolog Carl Ludwig Koch w publikacji własnego autorstwa poświęconej zoologii. Koch wymienił kilka gatunków – Picus major Linnaeus, 1758, Picus medius Linnaeus, 1758, Picus minor Linnaeus, 1758 i Picus tridactylus Linnaeus, 1758 – z których gatunkiem typowym jest (późniejsze oznaczenie) Picus major Linnaeus, 1758 (dzięcioł duży).

### Etymologia
- Dendrocopos: gr. δενδρον dendron ‘drzewo’; κοπος kopos ‘uderzający’, od κοπτω koptō ‘uderzać’[9].
- Dendrodromas: gr. δενδρον dendron ‘drzewo’; δρομας dromas ‘biegacz’, od τρεχω trekhō ‘biec’[10]. Gatunek typowy (oznaczenie monotypowe): Picus leucotos Bechstein, 1802.
- Hypopicus: gr. ὑπο hupo ‘pod, poniżej’; późnogr. πικος pikos ‘dzięcioł’, od łac. picus ‘dzięcioł’[11]. Gatunek typowy: Bonaparte wymienił kilka gatunków – Picus hyperythrus Vigors, 1831, Picus cathpharius Blyth, 1843 i Picus (Dendrocopus) darjellensis Blyth, 1845 – z których gatunkiem typowym jest (późniejsze oznaczenie) Picus hyperythrus Vigors, 1831[12].
- Pipripicus: zbitka wyrazowa nazwy gatunkowej Picus Pipra Pallas, 1811[b] (por. gr. πιπρα pipra ‘mały niezidentyfikowany ptak’; późnogr. πικος pikos ‘dzięcioł’, od łac. picus ‘dzięcioł’)[13]. Gatunek typowy: Bonaparte wymienił kilka gatunków – Picus leucotos Bechstein, 1802, Picus uralensis[c] Malherbe, 1861, Picus medius Linnaeus, 1758 i Picus minor Linnaeus, 1758 – z których gatunkiem typowym jest (późniejsze oznaczenie) Picus leucotos Bechstein, 1802[12].
- Dendrotypes: gr. δενδρον dendron ‘drzewo’; τυπτω tuptō ‘uderzyć’[14]. Gatunek typowy: autorzy wymienili kilka gatunków – Picus macei Vieillot, 1818, Picus analis Horsfield, 1824 (= Picus minor Linnaeus, 1758) i Dendrotypes nesiotes Cabanis & F. Heine Sr., 1863 (= Picus canicapillus Blyth, 1845) – z których gatunkiem typowym jest (późniejsze oznaczenie) Picus macei Vieillot, 1818[15].
- Xylurgus: gr. ξυλον xulon ‘drzewo, drewno’; -ουργος -ourgos ‘pracownik’, od εργον ergon ‘praca’, od εργω ergō ‘wykonywać pracę, pracować’[16].
- Sapheopipo: gr. σαφης saphēs, σαφεος sapheos ‘odrębny’; πιπω pipō ‘dzięcioł’[17]. Gatunek typowy (oryginalne oznaczenie): Picus noguchii Seebohm, 1887.

### Podział systematyczny
Do rodzaju należą następujące gatunki:
- Dendrocopos hyperythrus (Vigors, 1831) – dzięcioł rdzawobrzuchy
- Dendrocopos macei (Vieillot, 1818) – dzięcioł płowy
- Dendrocopos analis (Bonaparte, 1850) – dzięcioł pręgosterny
- Dendrocopos atratus (Blyth, 1849) – dzięcioł birmański
- Dendrocopos darjellensis (Blyth, 1845) – dzięcioł żółtouchy
- Dendrocopos leucopterus (Salvadori, 1871) – dzięcioł białoskrzydły
- Dendrocopos major (Linnaeus, 1758) – dzięcioł duży
- Dendrocopos himalayensis (Jardine & Selby, 1831) – dzięcioł himalajski
- Dendrocopos assimilis (Blyth, 1849) – dzięcioł pakistański
- Dendrocopos syriacus (Hemprich & Ehrenberg, 1833) – dzięcioł białoszyi
- Dendrocopos leucotos (Bechstein, 1802) – dzięcioł białogrzbiety
- Dendrocopos noguchii (Seebohm, 1887) – okinawiak